# North Carolina Tar Heels football
La squadra di football dei North Carolina Tar Heels rappresenta l'Università della Carolina del Nord a Chapel Hill. I Tar Heels competono nella Football Bowl Subdivision (FBS) della National Collegiate Athletics Association (NCAA) e nella Coastal Division dell'Atlantic Coast Conference.

## Storia
North Carolina ha disputato 37 bowl di fine anno nella sua storia, ha vinto per tre volte la Southern Conference e per cinque l'Atlantic Coast Conference. Trenta giocatori dei Tar Heel sono stati inseriti nella prima formazione All-American in 38 occasioni. Carolina ebbe 32 inserimenti nella formazione ideale della Southern Conference, giocandovi fino al 1952 dopo di che si unì alla ACC nel 1953, con 174 giocatori inseriti nella formazione ideale di questa conference. L'ultimo titolo della ACC la squadra lo conquistò nel 1980.
Un contributo molto importante al gioco del football da parte di North Carolina fu l'introduzione del moderno utilizzo del passaggio in avanti, nel 1895. Bob Quincy scrive nel suo libro del 1973 They Made the Bell Tower Chime che John Heisman, un noto storico, affermò, trent'anni dopo che, sicuramente, i Tar Heels avevano utilizzato per la prima volta il passaggio in avanti contro i Georgia Bulldogs. Esso fu concepito per interrompere la situazione di stallo tra le due squadre e diede a UNC la vittoria per 6–0. I Tar Heels erano in una situazione di punt e Georgia sembrò sul punto di bloccare il pallone. Il punter scattò improvvisamente sulla destra e passò in avanti a George Stephens che corse per 70 yard in touchdown.
Il programma è stato a lungo oscurato dal dominio della squadra di pallacanestro dell'istituto e dallo scandalo dei voti accademici gonfiati per mantenere l'eleggibilità dei giocatori. Pur non essendo mai stata una potenza nel football, North Carolina ha avuto periodi di successo e ha avuto diversi giocatori che hanno militato nella National Football League, tra cui Lawrence Taylor, Charlie Justice, Chris Hanburger, Ken Willard, Don McCauley, William Fuller, Harris Barton, Jeff Saturday, Alge Crumpler, Willie Parker, Greg Ellis, Dré Bly, Julius Peppers, Hakeem Nicks, T.J. Yates, 
Mitchell Trubisky, Sam Howell e Drake Maye.

## Numeri ritirati
| N. | Giocatore         | Ruolo | Carriera  |
| -- | ----------------- | ----- | --------- |
| 22 | Charlie Justice   | HB    | 1946–1949 |
| 46 | Bill Sutherland 1 | QB    | 1946      |
| 50 | Art Weiner        | WR    | 1946–1949 |
| 59 | Andy Bershak      | TE    | 1935–1937 |
| 99 | George Barclay 2  | LB    | 1932–1934 |

Note:
- 1 Onore postumo dopo che Sutherland morì in un incidente automobilistico.
- 2 Barclay fu anche allenatore nel periodo 1953–1955.

## Membri della College Football Hall of Fame
| Giocatore       | Ruolo | Carriera               |
| --------------- | ----- | ---------------------- |
| Charlie Justice | HB    | 1946–49                |
| Don McCauley    | RB    | 1968–70                |
| Art Weiner      | TE    | 1946–49                |
| Dre Bly         | CB    | 1996–98                |
| Harris Barton   | OT    | 1983–86                |
| Jim Tatum       | All.  | 1942, 1956–58          |
| Carl Snavely    | All.  | 1934–35, 1945–52       |
| Mack Brown      | All.  | 1988–97, 2019–presente |

## Membri della Pro Football Hall of Fame
| Giocatore       | Ruolo | Carriera NFL | Intr. |
| --------------- | ----- | ------------ | ----- |
| Lawrence Taylor | LB    | 1981-1993    | 1999  |
| Chris Hanburger | LB    | 1965-1978    | 2011  |